# Grotta di Lourdes (Zimella)
La Grotta di Lourdes è un oratorio all’aperto della parrocchia di San Floriano in Zimella, frazione del Comune di Zimella in provincia di Verona e diocesi di Vicenza; fa parte del vicariato di Cologna Veneta, più precisamente dell'Unità Pastorale Veronella-Zimella.

## Storia
La riproduzione della grotta di Massabielle in cui apparve la Beata Vergine Maria di Lourdes, seppure di dimensioni minori rispetto all’originale, fu fatta costruire dal parroco di Zimella, don Umberto Dalla Valle, dietro all'abside della chiesa parrocchiale di San Floriano, dove sorgeva inizialmente il cimitero, in seguito al pellegrinaggio effettuato a Lourdes nel 1933.
 
Il sacerdote volle così adempiere ad un voto fatto alla Madonna di Lourdes.
Don Umberto, venuto a conoscenza della costruzione di una riproduzione della grotta di Massabielle a Chiampo, desiderò incontrare il Beato Fra' Claudio Granzotto, che l'aveva progettata e la stava realizzando.
Dopo vari incontri con i superiori del frate, i lavori iniziarono nel 1938. La posa della prima pietra avvenne nel febbraio 1939 e il tutto, sotto la direzione di Fra' Claudio, fu terminato il 4 ottobre 1942, festa di San Francesco d'Assisi, con la benedizione del Vescovo servita Prospero Bernardi, all'epoca residente presso il Convento di Monte Berico.
Successivamente lo stesso Fra' Claudio, nel 1943, ritoccò il volto della Vergine e fu eretto l'altare, benedetto nel 1945 dal Vescovo di Vicenza mons. Carlo Zinato.

## Descrizione
Nello spiazzo antistante la costruzione sono collocate due file di banchi con inginocchiatoio e sulla sinistra è presente la statua di santa Bernadette Soubirous.
Addossata alla grotta, a sinistra, vi è la sacrestia, mentre dietro alla cancellata troviamo l’altare e in alto a destra la statua della Madonna di Lourdes.
Sulla destra vi è un monumento, collocato il 23 agosto 2000, che ricorda l’architetto e costruttore della grotta, il Beato Fra' Claudio Granzotto, nel centenario della sua nascita.